# Chicago Fire (seizoen 5)
Dit artikel vat het vijfde seizoen van Chicago Fire samen. Dit seizoen liep van 11 oktober 2016 tot en met 16 mei 2017 en bevat tweeëntwintig afleveringen.

## Rolverdeling

### Hoofdrollen
- Jesse Spencer - luitenant Matthew Casey
- Taylor Kinney - luitenant Kelly Severide
- Monica Raymund - paramedicus Gabriela Dawson
- Kara Killmer - paramedicus Sylvie Brett
- Eamonn Walker - commandant Wallace Boden
- David Eigenberg - brandweerman Christopher Hermann
- Yuri Sardarov - brandweerman Brian "Otis" Zvonecek
- Joe Minoso - brandweerman / chauffeur Joe Cruz
- Christian Stolte - brandweerman Randy "Mouch" McHolland
- Miranda Rae Mayo - brandweerman Stella Kid

### Terugkerende rollen
- Randy Flagler - reddingswerker Capp
- Steve Chikerotis - chief Walker
- DuShon Monique Brown - secretaresse Connie
- Anthony Ferraris - Tony
- Oliver Platt - dr. Daniel Charles
- Robyn Coffin - Cindy Herrmann
- Jon Seda - rechercheur Antonio Dawson

## Afleveringen
| Nr. | Aflevering | Titel                      | Regisseur              | Schrijver(s)                           | Selectie gastrollen | Uitzenddatum     |  |
| --- | ---------- | -------------------------- | ---------------------- | -------------------------------------- | --- | ---------------- |  |
| 93 | 1          | The Hose or the Animal     | Joe Chappelle          | Michael Brandt Derek Haas              | Marina Squerciati - Kim Burgess Lauren Stamile - Susan Weller Guy Burnet - Grant Li Jun Li - Julie Tay                                                             | 11 oktober 2016  |  |
| Nadat Kidd de nacht heeft doorgebracht bij Severide, ontdekt zij dat haar onstabiele ex-vriend Grant is ontsnapt van zijn psychiatrische opsluiting en dat hij achter hen aan zit. Ondertussen uit Borelli openlijk zijn twijfels over de leiderscapaciteiten van Boden, na de dramatische dood van zijn broer tijdens zijn werkzaamheden. Dawson gaat een onzekere toekomst tegemoet nu zij de zorg heeft over haar nieuwe adoptiekind Louie. Zij keert terug naar haar werk en wordt tijdelijk op de ambulance gezet nu Borelli geschorst is. Brett ontdekt dat Mouch stiekem erotische verhalen schrijft, en besluit hem hierbij te helpen. Tevens krijgt zij ook onverwachte aandacht van rechercheur Dawson na een telefoontje.                                                                                 |            |                            |                        |                                        | |                  |  |
| 94 | 2          | A Real Wake-Up Call        | NNB                    | Michael Brandt                         | Guy Burnet - Grant Scott Elrod - Travis Brenner Nick Gehlfuss - dr. Will Halstead                                                                                  | 18 oktober 2016  |  |
| Nadat Grant een aanval heeft gepleegd op Kidd en Severide wordt hij aangeklaagd voor poging tot moord, en wordt in een psychiatrische ziekenhuis geplaatst voor onderzoek. Kidd wil echter geen aanklacht tegen hem indienen, dit tot grote woede van Severide. Later moet Kidd echter toch een moeilijke beslissing nemen. Ondertussen groeit de spanning op de kazerne omdat niemand met Borelli wil werken, dit omdat hij openlijk negatief is tegen hun geliefde Boden en dat hij volgens hen mentaal nog niet toe is om weer te gaan werken. Mouch en Brett vervolgen hun samenwerking voor het schrijven van een erotisch boek. Casey ontdekt dat hij in een moeilijke positie terechtkomt, nadat een mede raadslid heeft ontdekt dat Casey heeft meegeholpen met de adoptie van Louie door Dawson.            |            |                            |                        |                                        | |                  |  |
| 95 | 3          | Scorched Earth             | Joe Chappelle          | Sarah Kucserka Veronica West           | Lauren Stamile - Susan Weller Scott Elrod - Travis Brenner Carl Weathers - Mark Jefferies S. Epatha Merkerson - Sharon Goodwin Joshua De Jesus - Chris             | 25 oktober 2016  |  |
| Casey vervolgt zijn onderzoek naar wie de informatie over de adoptie van Louie heeft gelekt naar zijn mede raadslid, dit omdat de kinderbescherming nu Louie wil overplaatsen naar een ander pleeggezin. Hij zoekt hierbij hulp van zijn adviseuse Susan Weller, maar ontdekt dan dat zij de informatie heeft gelekt naar de raadslid. Ondertussen helpt Kidd een kind met hepatitis C, die na een oproep medicijnen stal uit haar ambulance. Severide blijft uitgaan met de lokale bekendheid Travis Brenner. |            |                            |                        |                                        | |                  |  |
| 96 | 4          | Nobody Else is Dying Today | Sanford Bookstaver     | Jill Weinberger                        | Natalie Alyn Lind - Laurel Raymond McAnally - Ken McGorrey Amy Morton - Trudy Platt Leslie Ann Sheppard - Courtney Jackson                                         | 1 november 2016  |  |
| Casey doet zich voor als raadslid en onderzoekt dan een magazijn, dit neemt echter een dramatische wending als er een giftige ramp plaats dreigt te vinden. Nu moet hij alles op alles zetten om een grote ramp te voorkomen. Ondertussen gaan Dawson en Brett naar een oudere vrouw die een insult heeft, nu moeten zij met een bazige advocate overleggen naar welk ziekenhuis zij haar brengen. Mouch en Brett raken in problemen nadat zij hun erotisch boek hebben uitgegeven. |            |                            |                        |                                        | |                  |  |
| 97 | 5          | I Held Her Hand            | Reza Tabrizi           | Roger Grant                            | John Karna - Alan Michael Nanfria - Darin Whitney Amy Morton - Trudy Platt Christian Alexander Garcia - Carlos Juan Lozada - James                                 | 15 november 2016 |  |
| De spanning neemt toe als Severide en Casey het oneens zijn over een oproep waaruit zij denken dat het een ongeluk was of een gif moord. Ondertussen geven Mouch en Brett hun erotisch boek uit, maar moeten later dit weer intrekken nadat hun bazen dit niet gepast vinden. Herrmann onderzoekt wie de kazerne onderspuit met graffiti. Dawson en Brett reageren op een oproep en gaan naar een kind die uit een boom is gevallen. |            |                            |                        |                                        | |                  |  |
| 98 | 6          | That Day                   | Dan Lerner             | Michael A. O'Shea                      | Brian Baumgartner - Scott Powers Michael Nanfria - Darin Whitney Christopher Innvar - Tom Colletti Marlyne Barrett - Maggie Lockwood                               | 22 november 2016 |  |
| Wanneer Dawson met de ambulance onderweg is naar een oproep, rijdt zij per ongeluk een voetganger aan. Dit zorgt ervoor dat de zoon van het slachtoffer de ambulancedienst en Dawson aanklaagt. Ondertussen onderzoeken Casey en Severide de oorzaak van hun laatste brand, en ontdekken dat het toch brandstichting was. Herrmann overweegt of hij de promotie tot inspecteur moet aannemen, en wordt hierbij geschaduwd door Casey. Boden overweegt een reisje naar New York met zijn stiefzoon die in de stad is. Brett neemt de volgende stap in de opbloeiende relatie met Antonio Dawson. |            |                            |                        |                                        | |                  |  |
| 99 | 7          | Lift Each Other            | Alex Chapple           | Liz Alper Ally Seibert                 | Daniel Zacapa - mr. Dawson Shanesia Davis - Shonda Hans Fleischmann - mr. Lowendowsky Marlyne Barrett - Maggie Lockwood                                            | 29 november 2016 |  |
| Casey raakt gefrustreerd nadat een kind sterft, die hij enkele dagen hiervoor nog had gereanimeerd. Cruz zoekt contact met Severide over de stiefzoon van Boden, en vermoedt dat hij seksueel misbruikt wordt. Ondertussen viert de familie Dawson het huwelijk van hun ouders, maar later kondigen de ouders aan dat zij willen gaan scheiden. Herrmann wil dat Kidd en Otis een modderworstelwedstrijd sponsoren om zo café Molly's te helpen. |            |                            |                        |                                        | |                  |  |
| 100 | 8          | One Hundred                | Joe Chappelle          | Michael Brandt Derek Haas              | Charlotte Sullivan - Anna Jeff Hephner - Jeff Clarke Charles Brice - Andre Keyes Brian Boland - Allen Brookman Deanna Reed-Foster - Tina Cantrell                  | 6 december 2016  |  |
| Severide zoekt medische hulp voor zijn nekproblemen die hij heeft opgelopen bij een oproep, en ontmoet hierbij zijn voormalige collega Jeff Clarke die nu werkt als medisch student. Clarke vraagt Severide dan of hij beenmergdonor wil zijn voor een andere patiënt. Ondertussen krijgen Dawson en Casey te maken met hindernissen als zij Louie permanent willen adopteren, en laten besluiten dan te gaan trouwen. Otis oppert een idee om het 100-jarige bestaan van Molly’s groots te vieren. |            |                            |                        |                                        | |                  |  |
| 101 | 9          | Some Make It, Some Don't   | Drucilla Carlson       | Andrea Newman                          | Charlotte Sullivan - Anna Jeff Hephner - Jeff Clarke Charles Brice - Andre Keyes Sophia Bush - Erin Lindsay Amy Morton - Trudy Platt Jason Beghe - Hank Voight     | 3 januari 2017   |  |
| Deze aflevering is een cross-over met Chicago P.D. (aflevering: Don't Bury This Case). De biologische vader van Louie verschijnt ten tonele en confronteert Casey en Dawson met zijn eis dat hij de voogdij wil over Louie. Casey en Dawson besluiten dan het gevecht aan te gaan over de voogdij van Louie. Het personeel van de brandweerkazerne 51 vinden een pingpongtafel en besluiten dan een toernooi te houden. Severide ontdekt dat hij een match is met een patiënt die een beenmergtransplantatie nodig heeft. Dit heeft een groot impact op hem, en valt dan terug in zijn oude verslaving door te gaan drinken. Later wordt kazerne 51 opgeroepen naar een aanrijding waarbij een auto weg is gereden, het blijkt dat de auto van Severide hierbij betrokken was en dat er geen chauffeur te vinden is. |            |                            |                        |                                        | |                  |  |
| 102 | 10         | The People We Meet         | David Rodriguez        | Sarah Kucserka Veronica West           | Charlotte Sullivan - Anna S. Epatha Merkerson - Sharon Goodwin Charles Brice - Andre Keyes Deanna Reed-Foster - Tina Cantrell Abby Pierce - Mindy Brill            | 17 januari 2017  |  |
| Severide krijgt te horen dat de beenmergtransplantatie door kan gaan, maar complicaties dreigen als Severide gewond raakt tijdens zijn werkzaamheden. Door deze verwonding kan de transplantatie niet doorgaan, maar ondanks de risico’s eist Severide dat het doorgaat. Ondertussen vecht de biologische vader van Louie voor de voogdij, Dawson en Casey gaan samen het gevecht met hem aan. Otis en Mouch maken een video om zo mensen enthousiast te maken om brandweerman te worden. |            |                            |                        |                                        | |                  |  |
| 103 | 11         | Who Lives and Who Dies     | Haze J.F. Bergeron III | Michael Gilvary                        | Jamie Jackson - Eddie Charlotte Sullivan - Anna | 24 januari 2017  |  |
| Dawson moet haar emoties bedwingen nadat zij naar een ongeluk is geroepen waarbij een zwangere vrouw gewond is geraakt. Casey moet een snelle beslissing nemen over wie van twee gewonden hij als eerste zal behandelen. Hierna moet hij echter de consequenties aanvaarden over zijn besluit. |            |                            |                        |                                        | |                  |  |
| 104 | 12         | An Agent of the Machine    | Jann Turner            | Jill Weinberger                        | Nick Boraine - Dennis Mack Jamie Jackson - Eddie America Olivo - Laura Dawson                                                                                      | 7 februari 2017  |  |
| Casey wordt achterna gezeten door een gewelddadige man, dit na een incident bij een brand uitruk. |            |                            |                        |                                        | |                  |  |
| 105 | 13         | Trading in Scuttlebut      | Reza Tabrizi           | Roger Grant                            | Charlotte Sullivan - Anna Nick Boraine - Dennis Mack Melissa Ponzio - Donna Robbins                                                                                | 14 februari 2017 |  |
| De spanning lopen hoog op wanneer een andere kazerne eerst arriveert en Boden een beslissing neemt met wie de andere Chief, die juist bevordert werd, niet akkoord is. Omdat hij denkt dat zijn reputatie beschadigd is, maakt de Chief dingen onaangenaam in kazerne 51. Severide beslist of hij in Chicago blijft of Battalion Chief wordt in Springfield. Verder zoekt Dawson een date voor Brett na haar recente breuk en Hermann gaat naar de school van zijn zoon. |            |                            |                        |                                        | |                  |  |
| 106 | 14         | Purgatory                  | Joe Chapelle           | Michael Brandt Derek Haas              | Nick Boraine - Dennis Mack Frank Pando - kapitein Tipton Christopher Innvar - Tom Colletti                                                                         | 21 februari 2017 |  |
| Chief Anderson heeft de meeste leden van kazerne 51 aan andere kazernes toegewezen, alleen Dawson, Casey en Severide blijven op 51. Boden probeert onsuccesvol om deze toewijzingen ongedaan te maken, omdat Anderson de macht heeft om verplaatsingen door te voeren zoals hij wil. Ondertussen graaft Severide in Anderson zijn verleden om "slijk" te vinden, terwijl de andere leden proberen hun nieuwe kazerne gewoon te worden. Ook Severide blijft problemen hebben met de veranderingen van kazerne. |            |                            |                        |                                        | |                  |  |
| 107 | 15         | Deathtrap                  | Joe Chapelle           | Andrea Newman                          | Elias Koteas - Alvin Olinsky Jason Beghe - Hank Voight Sophia Bush - Erin Lindsay Marina Squerciati - Kim Burgess                                                  | 1 maart 2017     |  |
| Kazerne 51 wordt opgeroepen naar een uit de hand gelopen magazijnbrand met tientallen slachtoffers binnen. Het team vecht tegen de tijd om iedereen buiten te krijgen. Een van de slachtoffers is Lexi, de dochter van Alvin Olinsky, die in kritische conditie gevonden wordt. Later, als ze ontdekken dat de brand is aangestoken, werkt kazerne 51 samen met Hank Voight en het politiekorps. Ook probeert Severide in contact te komen met Anna. Deze episode is het begin van een crossover met Chicago PD en Chicago Justice |            |                            |                        |                                        | |                  |  |
| 108 | 16         | Telling her goodbye        | Reza Tabrizi           | Michael A. O'Shea                      | Keston John - Turk Dre Marquis - JB Williams La'Mar Hawkins - verwonde schutter                                                                                    | 21 maart 2017    |  |
| Er is een gijzeling in kazerne 51, wanneer een bende gangsters beschutting zoeken voor een uit de hand gelopen bende-oorlog. 1 van de bendeleden is serieus gekwetst en moet door Stella verzorgt worden, omdat Dawson en Brett op interventie zijn. Severide doet er alles aan om verborgen te blijven en een plan uit te werken. |            |                            |                        |                                        | |                  |  |
| 109 | 17         | Babies and Fools           | Holly Dale             | Michael Gilvary Liz Alper Ally Seibert | Charlotte Sullivan - Anna Holly Robinson Peete - Tamara Jones Lew Temple - Max Schlottman                                                                          | 21 maart 2017    |  |
| Na een ongeval, waarbij een stuk beton door een venster valt en een wagen over de kop slaat, zorgt Dawson dat er een onderzoek komt, dit escaleert wanneer een getuige bij verschillende ongelukken op dezelfde dag passagiers redt. Casey probeert ervoor te zorgen dat een luidruchtige werf wordt stilgelegd, op vraag van 1 van de inwoners in wijk waar hij verantwoordelijk voor is. Ondertussen doet Severide er alles aan zodat Anna zich welkom voelt in Chicago. |            |                            |                        |                                        | |                  |  |
| 110 | 18         | Take a knee                | Joe Chappelle          | Michael Brandt Derek Haas              | Treat Williams - Benny Severide Charlotte Sullivan - Anna Jennifer Lafleur - mrs. Sullivan                                                                         | 4 april 2017     |  |
| Casey ontdekt een nieuw drugspand op weg naar de kazerne en gaat bijzonder ver om het te sluiten wanneer hij ontdekt dat er een onschuldig slachtoffer betrokken is. Ondertussen komt Severide zijn vader (Benny) terug naar Chicago en ontmoet Anna. Verder krijgen Brett en Dawson te maken met een stagiair-ambulancier en Hermann verliest zijn geduld wanneer hij te horen krijgt dat zijn zoon Lee-Henry geschorst is van school omdat hij weigerde op te staan voor de Pledge of Allegiance omdat hij niet akkoord was met de prijsverhoging in de automaten op school. |            |                            |                        |                                        | |                  |  |
| 111 | 19         | Carry their legacy         | Reza Tabrizi           | Michael A. O'Shea                      | Charlotte Sullivan - Anna Kamal Angelo Bolden - Jason Kannell Gordon Clapp - kapelaan Orlovsky                                                                     | 25 april 2017    |  |
| Casey wordt herenigd met een oude vriend wanneer een vervangend "Squad" naar de brandweerkazerne komt als de wagen van Severide stuk is. Tijdens een uitruk moet Casey een belangrijke beslissing nemen. Ondertussen probeert Severide te ontdekken waarom Anna ineens is verdwenen. Dawson en Brett worden gedwongen herscholing te volgen voor ambulancemedewerkers na een ongeluk. Connie keert terug naar haar werkzaamheden, en het personeel gokt op hoelang haar vervanger zal aanblijven. |            |                            |                        |                                        | |                  |  |
| 112 | 20         | Carry me                   | Eric Laneuville        | Jill Weinberger                        | Charlotte Sullivan - Anna Kamal Angelo Bolden - Jason Kannell | 2 mei 2017       |  |
| Met de hulp van Boden, gaat Casey zeer ver om een vriend brandweerman te helpen die zijn ganse team verloor bij een ongeluk en hiervoor de schuld op zich neemt. Ondertussen blijf Severide bij Anna haar zijde, terwijl haar gezondheid verder achteruit gaat. Tegelijkertijd rukt de kazerne uit naar een woningbrand waarbij een oudere vrouw haar vernielde huis weigert te verlaten. En Otis en Cruz zoeken een nieuwe kamergenoot. |            |                            |                        |                                        | |                  |  |
| 113 | 21         | Sixty Days                 | Sanford Bookstaver     | Michael Gilvary                        | Holly Robinson-Peete - Tamara Jones Kamal Angelo Bolden - Jason Kannell Daniel Zacapa - Ramon Dawson Daniel Eric Gold - Mark Blakeslee                             | 9 mei 2017       |  |
| Cruz wacht strafonderzoek nadat hij een dronken man een café uit vergezelde, en dat de man toen een tatoeage van CFD ontdekte bij Cruz. Ondertussen raakt Casey in een hevig conflict met een andere wethouder door een wetsvoorstel over de brandweer. Het personeel van de kazerne helpen Severide met het verwerken van het verlies van Anna, en de vader van Dawson bezoekt de kazerne. De kazerne verwelkomt een nieuwe collega, Jason Kannell. |            |                            |                        |                                        | |                  |  |
| 114 | 22         | My Miracle                 | Michael Brandt         | Michael Brandt Derek Haas              | Holly Robinson-Peete - Tamara Jones Kamal Angelo Bolden - Jason Kannell Daniel Zacapa - Ramon Dawson Daniel Eric Gold - Mark Blakeslee Jason Drucker - Hogan Korpi | 16 mei 2017      |  |
| Na het krijgen van zestig dagen onbetaalde schorsing groeit de spanning tussen Mouch en Cruz. Ondertussen voert Casey nog steeds flinke strijd voor zijn wetsvoorstel, maar krijgt dan alleen maar tegenslagen. Dit zorgt ervoor dat hij dan een belangrijk besluit neemt over zijn toekomst. Tegelijkertijd voert hij ook een strijd met Dawson, dit omdat haar vader langer in hun appartement verblijft als eerst was afgesproken. Hermann doet zijn best om een gewond kind weer te laten lachen. |            |                            |                        |                                        | |                  |  |